# Hurt (amerykański zespół muzyczny)
Hurt – grupa pochodząca z Los Angeles w Kalifornii, grająca metal alternatywny.
Podpisała kontrakt z wytwórnią płytową Capital Records. Ich pierwszy album − Vol. 1, wydano 21 marca 2006 roku. Po odniesieniu sukcesu, drugi album − Vol. II, został wydany 25 września 2007 roku.

## Dyskografia
| Hurt                        | - Data: 2000 - Wydawca: wydanie własne               | —   | —  |                  |
| The Consumation             | - Data: 2003 - Wydawca: wydanie własne               | —   | —  |                  |
| Vol. 1                      | - Data: 21 marca 2006 - Wydawca: Capitol Records     | 175 | 36 |                  |
| Vol. II                     | - Data: 25 września 2007 - Wydawca: Capitol Records  | 101 | —  |                  |
| Goodbye to the Machine      | - Data: 7 kwietnia 2009 - Wydawca: Amusement Records | 112 | —  |                  |
| The Crux                    | - Data: 24 kwietnia 2012 - Wydawca: Carved Records   | 71  | —  | - USA: 6,1 tys.+ |
| "—" album nie był notowany. |                                                      |     |    |                  |

## Członkowie zespołu
- J. Loren Wince – wokal prowadzący, gitara, skrzypce, banjo (od 2000)
- Paul Spatola – gitara prowadząca, wokal wspierający, fortepian, dobro (od 2004)
- Rek Mohr – gitara basowa (od 2008)
- Louie Sciancalepore – perkusja (od 2008)

Byli członkowie
- Steven Fletcher – gitara basowa (2000)
- Shawn Sawyer – gitara basowa (2000-2004)
- Joshua Ansley – gitara basowa, wokal wspierający (2004-2008)
- Wil Quaintance – perkusja (2000-2004)
- Evan Johns – perkusja, fortepian (2004-2008)